# Liber Eliensis

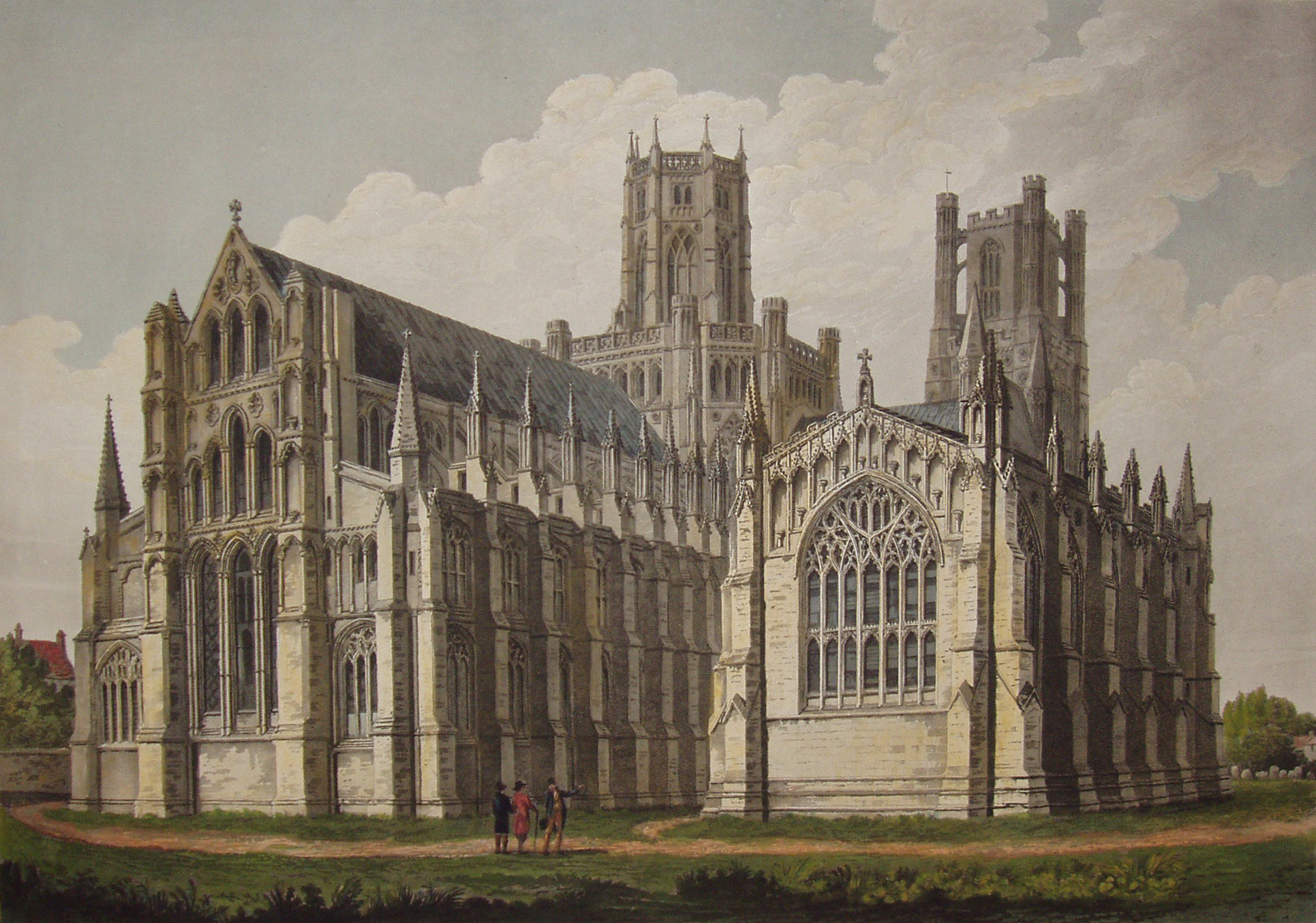
Impresión de la catedral de Ely de principios del, lugar de origen del Liber Eliensis.

Liber Eliensis (a veces Historia Eliensis o Book of Ely en español: Libro de Ely) es una crónica e historia inglesa del siglo XII escrita en latín, se compone de tres libros y fue realizada en la Abadía de Ely situada en la isla de Ely en los Fens del este de Cambridgeshire. La Abadía se convirtió en la catedral de un obispado de nueva formación en 1109. Tradicionalmente, la autoría de la obra se le ha atribuido a Richard o a Thomas, dos monjes de Ely, aunque Richard ha sido identificado también como funcionario del monasterio. Sin embargo, algunos historiadores no están de acuerdo en que el autor de la obra haya sido Richard o Thomas y sostienen que fue escrito de forma anónima.
El Liber abarca desde la fundación de la abadía en 673 hasta mediados del siglo XII. Se basa en una serie de obras históricas anteriores e incorpora documentos e historias de las vidas de los santos. Es un ejemplo típico de un tipo de historia local producido durante la última parte del siglo XII, similar a otros libros escritos en diferentes monasterios ingleses. Es la más larga de las historias locales de esta época. Uno de sus temas es la devastación causada por los trastornos que sucedieron durante el reinado de Esteban de Inglaterra. También detalla la carrera de Nigel, obispo de Ely de 1133 a 1169, y sus diferencias con el rey Esteban. Otro de los temas se centra en los milagros realizados por la santa patrona del monasterio, Eteldreda, y las donaciones de tierra a Ely.
Los dos manuscritos completos que sobreviven se complementan con una serie de manuscritos parciales. En 1963, apareció una versión impresa del texto en latín y en 2005 se publicó una traducción al inglés, aunque previamente habían aparecido extractos impresos. El Liber Eliensis es una fuente importante de información histórica para la región y el marco temporal cubierto, en particular para la abadía y el obispado.

## Antecedentes y autoría
El Liber Eliensis fue escrito en la iglesia de la abadía convertida en catedral de Ely. La historiadora Elisabeth van Houts sentía que estaba escrito en dos etapas: la primera durante la época del obispo Hervey le Breton, que fue obispo de 1109 a 1133, y la segunda en la época del obispo Geoffrey Ridel, que fue obispo desde 1173 hasta 1189. Para van Houts, la primera etapa fue la traducción de una obra de inglés antiguo al latín por encargo del obispo Hervey. Van Houts cree que el resto de la obra fue compuesta en la década de 1170. Sin embargo, E. O. Blake, que editó la primera impresión en latín de la obra, consideró que el Liber probablemente fue compuesto en tres partes. La base para llegar a esta conclusión era interna: el primer libro del Liber se inició después de 1131, cuando una de sus fuentes se había completado. El segundo libro de la obra tiene un prólogo para pedir disculpas por la demora en finalizarlo, y esta sección de la obra no podría haberse iniciado antes de 1154, ya que registra los eventos de ese año. El tercer y último libro de la Liber se completó entre 1169, fecha de la muerte del obispo Nigel, cuya muerte se menciona en este libro, y 1174, cuando el nuevo obispo fue nombrado para reemplazar a Nigel. Como no hay ninguna mención del nuevo obispo, Blake pensó que esto quería decir que el libro tres fue terminado antes de que el nuevo obispo tomara posesión del cargo.
Tradicionalmente la obra fue atribuida a Thomas o Richard, dos monjes de Ely que son mencionados en el texto. La historiadora Antonia Gransden se inclina a creer que la obra es de Richard, que suele ser identificado con el Richard que está registrado como subprior y posteriormente prior de Ely, que desempeñó este último puesto desde 1177 hasta algún momento entre 1189 y 1194. Blake cree que Richard era el autor, pero considera que la evidencia no es concluyente. Janet Fairweather, clasicista y reciente traductora del Liber, sugiere que podría haber sido escrito por alguien diferente a los candidatos tradicionales. Sea quien sea el autor, el Liber específica que fue escrito a petición de algunos miembros de la comunidad monástica de Ely.
El Liber es uno entre varios libros de historias monásticas escritos entre la mitad y el final del siglo XII, cuando varios monasterios ubicados en el norte y el sur de Inglaterra produjeron obras dedicadas a registrar la historia de su casa religiosa y de la localidad. En el sur, estos libros incluyeron la Historia Ecclesie Abbendonensis de la Abadía de Abingdon, el Chronicon Abbatiae Rameseiensis de la Abadía de Ramsey, el Chronicon Angliae Petriburgense de la Abadía de Peterborough, una historia de la sede de Bath y Wells y el Chronicon Monasterii de Bello de la Abadía de Battle. Las historias del norte registran los relatos de fundación de las distintas casas cistercienses de esta región, así como otra información relacionada con esas casas. Los del sur, incluyendo el Liber Eliensis, principalmente se refieren a ellos mismos y a las controversias que involucran a sus respectivas casas religiosas. Las historias del norte están menos interesadas en la controversia y por lo general son más propensas a la hagiografía.

## Contenido

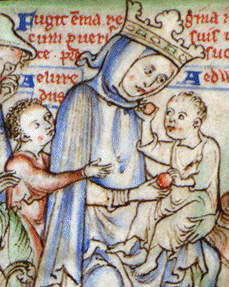
Representación del de Emma de Normandía. Sus donaciones a Ely fueron registradas en el Liber.

El trabajo se divide tradicionalmente en tres libros. Junto con la historia en el libro I, la primera sección también contiene un prólogo y un prefacio. Trata de la fundación de la abadía de Ely y los antecedentes de Eteldreda, la fundadora del monasterio. El primer libro describe asimismo la historia de la abadía y sus abadesas hasta las invasiones danesas del siglo IX. Concluye el libro con la descripción de la destrucción de la abadía por los daneses y el reinado de Edgar (959-975). El libro II inicia con la restauración de la abadía durante el reinado de Edgar, cuando Ethelwold era el obispo. Igualmente se incluyen las historias de los abades posteriores hasta Richard, que fue el último, así como numerosas cartas y otros documentos. El último libro, el III, contiene información sobre la conversión de la abadía en obispado y de los primeros obispos y termina con una descripción del martirio de Tomás Becket. Intercalados con el relato histórico se presentan una serie de documentos y cartas relativas a los obispos.
El trabajo también muestra la devastación causada por los desórdenes acontecidos durante el reinado de Esteban. El cronista afirma que la pérdida de la cosecha combinada con el saqueo de la zona produjo una hambruna. Asimismo describe que una región alrededor de la abadía de unos 32 a 48 kilómetros estaba llena de cadáveres insepultos y que el precio de una fanega de grano se elevó a 200 peniques. Las largas descripciones de las disputas del obispo Nigel de Ely con el rey Esteban conducen a una discusión sobre la batalla de Lincoln y otros asuntos no relacionados directamente con Ely. El Liber da cuenta detallada de la carrera de Nigel, aunque en general el autor de la crónica favorece a Esteban por encima de su propio obispo. El ascenso al trono inglés del rey Enrique II se describe como un evento excelente y en el texto se alaba al nuevo rey.
Una parte importante de la obra fue dedicada a los milagros y la glorificación de la patrona de Ely, Santa Eteldreda. El principio de la obra incorpora un Vita anterior de la santa, que se asemeja a las vidas de otros santos escritas por Goscelin en el siglo XI; es conocido que Goscelin visitó Ely. El trabajo puede haber contribuido a aumentar el número de peregrinos que visitaban Ely, así como a permitir a los monjes explicar mejor la historia de las primeras donaciones a la abadía. Se describen muchos de los regalos que recibió la iglesia de la abadía, como el mantel del altar donado por la reina Emma, que fue esposa de dos reyes, Etelredo II (fallecido en 1016) y Canuto (fallecido en 1035), con una breve historia de las circunstancias de la donación. Las historias de milagros solían decir que los que querían curaciones y milagros similares a los del Liber, tenían que acudir al monasterio, donde podían hacer una donación. La historiadora Jennifer Paxton afirma que el aumento del peregrinaje hacia el monasterio fue uno de los principales objetivos de los compiladores del Liber.
Otro de los intereses de la crónica era la adquisición de tierras por parte de la abadía. El trabajo incorpora tres inventarios preexistentes de las posesiones de la abadía y los registros de cada regalo a la abadía, mencionando el otorgante y de vez en cuando detalles de la vida de este. Este registro detallado de los diversos derechos y posesiones de la abadía era útil cuando los bienes necesitaban ser defendidos frente a conflictos internos o externos. El Liber sirvió a los monjes para defender su reclamación de ser los verdaderos herederos de los derechos de la abadía y de las propiedades en vez de los obispos, después de que la abadía se convirtiera en obispado. La crónica registra la división de bienes entre los monjes y el obispo recién nombrado. Según el cronista, la división se llevó a cabo durante el episcopado del primer obispo, Hervey le Breton, y se caracterizó por ser apenas suficiente para cubrir las necesidades de los monjes. Más adelante, la crónica registra documentos de los obispos que definen la separación entre los monjes y el episcopado. La crónica registra igualmente el conflicto entre la abadía y varios obispos de Lincoln, que duró hasta que la abadía se convirtió en obispado en 1109.
Un tercer tema de la obra es el énfasis en la importancia y el número de entierros distinguidos que tuvieron lugar en Ely, lo cual podría haber aumentado el deseo de los demás de ser sepultados allí, beneficiando así a la comunidad por las donaciones que se derivaban de aquellos que deseaban asegurar su entierro. El Liber hace hincapié en los entierros de Athelstan, obispo de Elmham, de Elfwine, otro obispo de Elmham, y de Wulfstan II, arzobispo de York.

## Influencia

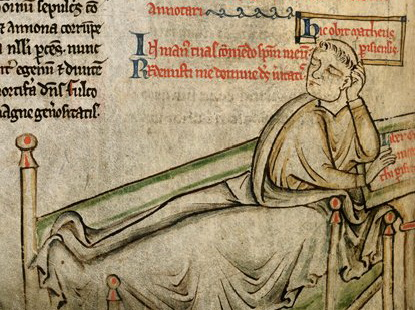
El cronista medieval Mateo de París, mostrado aquí en una pintura original del de su lecho de muerte, utilizó el Liber Eliensis como fuente para sus trabajos.

El Liber era familiar para el historiador del siglo XII Mateo de París, que lo utilizó junto con el Chronicon Abbatiae Rameseiensis de la Abadía de Ramsey para sus propios trabajos históricos. Otro escritor inglés del siglo XIII, Roger de Wendover, también era consciente de la existencia del Liber.
Alguna información contenida en el Liber es importante para los historiadores. Es en el Liber donde se declara por primera vez que Ethelwold tradujo la Regula Benedicti al inglés antiguo. El Liber, que es la más larga de las historias locales producidas en Inglaterra durante el siglo XII, contiene una descripción de la cancillería real, que podría ser la evidencia más temprana de la existencia de esa oficina en el reino anglosajón. El Liber describe cómo el rey Edgar concedió a la abadía la oficina del canciller (jefe de la cancillería), pero la autenticidad del pasaje no es clara. La existencia de una oficina de la cancillería formal en la Inglaterra anglosajona antes de la conquista normanda es tema de debate entre los historiadores.
La historiadora Dorothy Whitelock dice que la obra es «única entre las historias monásticas posteriores a la Conquista [normanda]». Fue escrito para ayudar a respaldar las reclamaciones de Ely por la libertad judicial o el ejercicio de todos los derechos reales dentro de un hundred. Para ello, el Liber recopiló fuentes anteriormente utilizadas para ayudar a la abadía a evadir el control episcopal, antes de que la abadía se convirtiera en obispado. Estos documentos pueden haber sido creados o su contenido arreglado para apoyar a la causa de la abadía. Debido a su naturaleza tendenciosa, se emplea con mucha cautela por los historiadores. A pesar del carácter poco fiable del Liber y los documentos que en él se conservan, sigue siendo una fuente valiosa sobre la historia del período de tiempo que cubre, así como sobre la historia interna de la abadía y el obispado. La historiadora Antonia Gransden califica al Liber como «valioso para la historia general», pero precisa que «el conjunto carece de unidad y tiene errores y confusas repeticiones».